# (1057) Wanda
Pour les articles homonymes, voir Wanda (homonymie).
(1057) Wanda est un astéroïde de la ceinture principale découvert le 16 août 1925 par l'astronome russo-soviétique Grigory Shajn. Sa désignation provisoire était 1925 QB.
Il fut nommé tardivement en hommage à Wanda Wasilewska.